# Módos Péter (író)
Módos Péter (Budapest, 1943. február 15. –) magyar író, forgatókönyvíró, szerkesztő.

## Életpályája
Az Árpád Gimnáziumban tanult 1957–1961 között. 1957-ben verset szavalt, a november 7-i ünnepélyen, I.b. osztályos volt. 1960-ban az önképző kör elnökének választották meg. Magyar szakkör. Tanárvezető: Dr. Tóth Pál László. Kiemelkedő munkát végeztek: Módos Péter IV.b.
1961–1966 között az ELTE Bölcsészettudományi Kar magyar-filozófia szakos hallgatója volt. 1964-ben jelent meg első novellája. 1969-1971 között újságíró volt. 1971-1979 között a Honvéd Művészegyüttes dramaturgja volt. 1979-től 10 éven át az Új Írás kritikai rovatvezetőjeként dolgozott. 1990 óta az Európai Utas főszerkesztője. 1993-tól a Közép-európai Kulturális Folyóiratok Egyesületének titkára. 2000 óta a Közép-európai Kulturális Intézet igazgatója.

## Művei
- A futás (elbeszélés, 1969)
- Lecke fiúknak (regény, 1974)
- És itt a földön is (dráma, 1984) - bemutató: Gyulai Várszínház, 1984, rendező: Sík Ferenc
- Gyerek, felnőtt, halott (válogatott elbeszélések, 1984)
- Holtidő (válogatott és új elbeszélések, 1994)
- Közép-európai Olvasókönyv, (szerk.), 2005
- Borkóstolás és borbírálat kézikönyve; Agroinform, Bp., 2014
- Európai Utas negyedéves kulturális folyóirat 1990-2009, főszerkesztő

## Filmjei
- ...hogy szaladnak a fák! (1966) mozifilm, forgatókönyvíró; rendezte: Zolnay Pál
- BUÉK! (1978) - mozifilm, forgatókönyvíró; rendezte: Szörény Rezső
- Haladék (1981) - tv-játék, forgatókönyvíró; rendezte: Fazekas Lajos
- Lapzárta előtt (1983) - tévéjáték, M.P. novellájából rendezte Gát György
- Egy fiú bőrönddel (1984) tévéjáték, forgatókönyvíró, rendezte: Szőnyi G. Sándor
- Európai Utas televíziós magazin 1991-2002 főszerkesztő

## Díjai
- Gáll István-díj (1988)
- József Attila-díj (1995)
- Magyar Európa-díj (1997)